# Louis-Thomas Jurdant
 (juin 2020).
Si vous disposez d'ouvrages ou d'articles de référence ou si vous connaissez des sites web de qualité traitant du thème abordé ici, merci de compléter l'article en donnant les références utiles à sa vérifiabilité et en les liant à la section « Notes et références ».
Pour les articles homonymes, voir Jurdant.
Louis-Thomas Jurdant (Soumagne, Belgique, 30 décembre 1909 - Strasbourg, Juillet 1982) est un écrivain belge de langue française, auteur de nombreux romans populaires et policiers, souvent publiés sous plusieurs pseudonymes : J. de Franque B., J. de Franque N., Hubert du Boy, James Lawrence Greenflash, Ted Greenflash, J. de Soumagne, Hubert Toussimple.  

## Biographie
Après ses études, il amorce une carrière journalistique dans la presse catholique belge. Après un séjour en Angleterre, il aborde la littérature policière.  À partir de 1930 jusqu'aux années 1950, il fait paraître une trentaine de romans policiers et de romans d'aventures chez divers éditeurs belges et français (Rex, Dupuis, Éditions de France) et dans des collections dévolues au genre : Le Masque, L'Arc-En-Ciel, Le Sphinx, Le Jury, Le Vampire...  Son héros récurrent est un vagabond et un redresseur de torts, John Sunkist, qui sait résoudre des énigmes sans l'aide de la police.
Jurdant est aussi poète et auteur de pièces radiophoniques diffusées à la RTB. 
En 1950, il infléchit son rythme de publications quand il devient membre du Conseil de l'Europe à Strasbourg, à la direction de l'information.  Toutefois, il poursuit sa carrière de scripteur radio auprès de Radio Strasbourg.